# 弗雷德里克·米特斯約
弗雷德里克·米特斯約（挪威語：Fredrik Midtsjø；1993年8月11日—）是一位挪威足球運動員，場上司职中場，現效力於土超球隊Pendikspor，曾效力於挪威足球超級聯賽球隊洛辛堡，为挪威国家队成员之一。